# My World Tour
My World Tour fue la primera gira internacional del cantante canadiense Justin Bieber. El tour fue anunciado una semana después del lanzamiento de su segundo álbum My World 2.0. Varios artistas han participado durante la gira, entre ellos Sean Kingston, Jessica Jarrell, Jasmine Villegas, Jaden Smith, entre otros. El primer concierto fue el 23 de junio de 2010 y el último el 19 de octubre de 2011, teniendo así una duración de más de un año. La gira recorrió varios continentes, Asia, Norteamérica, Latino América, Europa y Oceanía.

## Antecedentes
La gira fue anunciada oficialmente el 16 de marzo de 2010 , una semana antes del lanzamiento del primer álbum de estudio de Justin, My World 2.0. En una entrevista al diario Houston Chronicle cuando se le preguntó lo que los fanes podrían esperar de la gira, Bieber dijo: "Quiero mostrar lo que me gusta hacer Habrá algunos trucos, algunas cosas electrónicas que no se han visto antes con seguridad.. ". También en una entrevista con MTV News, Bieber, dijo:
"Sólo puedes esperar un buen rato. Será un lugar donde sólo se puede tener una explosión. Será un lugar donde espero que puedan identificarse con las canciones y otras cosas. Por lo tanto, espero que lo adoren."
Las entradas para ambos conciertos realizados en Dublín, se agotaron en 10 minutos, 28.000 boletos fueron vendidos. Las entradas en las ciudades de Sídney y Melbourne se agotaron en segundos. El éxito de las ventas realizadas espectáculos se han añadido nuevas en ambas ciudades. En Sao Paulo, en sólo 12 horas ya había vendido el 70% de las 70.000 entradas que se pusieron a la venta. El éxito de ventas logró que se añadiera una fecha extra en la ciudad y también en Río de Janeiro. En Chile agotó las entradas más caras en solo una hora.

## Detalles
El espectáculo comienza con imágenes de un juego donde Justin y sus bailarines juegan hasta que haya un mundo en el centro del escenario y que está cubierto de humo. Por lo tanto, el mundo se levanta y comienza a cantar la canción «Love Me». En «Never let you Go» y «Favorite Girl», canta y toca la guitarra, en torno a un marco de metal en forma de un corazón (solo en estadios techados).
Después de que termina «One Less Lonely Girl», donde escoge una chica del público logrando así subirla al escenario a mitad de canción sentarla en un banco al centro del escenario cantándole y así entregándoles flores a ella, hay un vídeo con la canción «Stuck in the Moment», se cambia de ropa y canta «Somebody to Love». En «Down to the Earth» toca el piano, finaliza su concierto cantando «Baby».

## Juego de Corea del Norte
El My World Tour fue un tema de broma en Internet, donde los usuarios de 4chan han hecho Corea del Norte una gira de aspirantes debido a la adición de una encuesta sobre los sitios que deben añadirse a la gira. La obra llevó a Corea del Norte desde el 24 lugar primero en dos días. Un miembro de las misiones diplomáticas en Corea del Norte dijo a la BBC el Reino Unido la posibilidad de que el caso se refirió a la misión del país en las Naciones Unidas y Pyongyang .

## Recepción
En 2011, My World Tour trajo nuevas críticas para Bieber, ya que en determinadas rutinas de él y sus bailarines se veían aparentes desnudos explícitos. Y sus bailes similares al del Rey del Pop Michael Jackson en los escenarios. Lo que más causó controversia fue la presencia de fanáticos menores de edad que presenciaban el show y esto proporcionó cierta indignación y las quejas de padres de familia por las estimulantes actuaciones de Bieber.

## Apertura e invitados especiales
- Sean Kingston (Fechas en América) (Fechas en Europa)
- Jasmine Villegas
- The Stunners (23 de junio de 2010 – 28 de julio de 2010)
- Vita Chambers (2 de julio de 2010 – 4 de septiembre de 2010)
- Willow Smith (Fechas en UK)
- SoundGirl (Fechas en UK)
- Bluey Robinson (Fechas en UK + Fechas en Europa)
- The Wanted en 2 fechas en UK
- Wilson Rivero
- Aaron Kaleta
- Iyaz
- Jessica Jarrell  (Primera fase del tour)
- Burnham  (19 de octubre de 2010 – 17 de noviembre de 2010)
- Poreotics  (Asia, Australia, Europa y Norteamérica) [4]
- Bluey Robinson
- Big Time Rush (México)
- The Wanted (Fechas en Brasil - Sao Paulo)
- Cobra Starship (México & América del Sur)

Invitados especiales
- Usher (23 de junio de 2010 y 31 de agosto de 2010) (appeared during "Baby" and "Somebody To Love")
- Shaquille O'Neal (4 de agosto de 2010)  (durante su canción "Baby" en su show en Shaq Vs)
- Akon  (9 de agosto de 2010 y 23 de diciembre de 2010)  (Aparición sorpresa)
- Jaden Smith (27 de agosto de 2010; 31 de agosto de 2010; 8 de octubre de 2010; y 30 de octubre de 2010) (durante su sencillo "Never Say Never")
- Miley Cyrus (31 de agosto de 2010)  (durante su canción "Overboard")
- Boyz II Men (31 de agosto de 2010)  (durante su canción "U Smile")
- Ludacris (31 de agosto de 2010 y 23 de diciembre de 2010)  (durante su sencillo "Baby")
- Diggy Simmons (3 y 4 de septiembre de 2010) (durante su canción "Baby")
- Mindless Behavior  (13 de diciembre de 2010, 19 de diciembre de 2010 y 21 de diciembre de 2010)  (Aparición sorpresa)
- Soulja Boy  (23 de diciembre de 2010)  (Aparición sorpresa)
- Bow Wow  (23 de diciembre de 2010)  (Aparición sorpresa)
- Craig David  (14 de marzo de 2011)  (Aparición sorpresa)
- The Wanted  (17 de marzo de 2011)  (Aparición sorpresa)
- Chris Brown  (28 de abril de 2011)  (Aparición sorpresa)
- Selena Gomez  (6 de octubre de 2011)  (Aparición sorpresa - "Who Says" a dueto con Justin Bieber)

## Lista de canciones
| América del Norte I |
| --- |
| 1. "Love Me" 2. "Bigger" 3. "U Smile" 4. "Runaway Love" 5. "Never Let You Go" 6. "Favorite Girl" 7. "One Less Lonely Girl" 8. "Somebody to Love" 9. "Overboard" (with Jessica Jarrell or Jasmine Villegas) 10. "Never Say Never" 11. Backup Singers (Legaci) Medley: 1. "OMG" 2. "Hey, Soul Sister" 3. "Down" 4. "My Love" 5. "Beautiful Girls" 6. "Billionaire" 12. "Up" 13. "That Should Be Me" 14. Medley: 1. "Wanna Be Startin' Somethin'" 2. "Walk This Way" 15. "Eenie Meenie" (with Sean Kingston) 16. "One Time" 17. "Down to Earth" 18. "Baby" |

| América del Norte II |
| --- |
| 1. "Love Me" 2. "Bigger" 3. "U Smile" 4. "Runaway Love" 5. "Never Let You Go" 6. "Favorite Girl" 7. "One Less Lonely Girl" 8. "Somebody to Love" 9. "Pray" 10. "Never Say Never" With Jaden Smith 11. Backup Singers (Legaci) Medley: 1. "OMG" 2. "Hey, Soul Sister" 3. "Down" 4. "My Love" 5. "Nothin' On You" 6. "Beautiful Girls" 7. "Billionaire" 12. "Up" 13. "That Should Be Me" 14. Medley: 1. "Wanna Be Startin' Somethin'" 2. "Walk This Way" 15. "Eenie Meenie" (with Sean Kingston) 16. "One Time" 17. "Down to Earth" 18. "Baby" |

| Europa |
| --- |
| 1. "Love Me" 2. "Bigger" 3. "U Smile" 4. "Runaway Love" 5. "Never Let You Go" 6. "Favorite Girl" 7. "One Less Lonely Girl" 8. "Somebody to Love" 9. "Never Say Never (With Jaden Smith)" 10. "Backup Singers (Legaci) Medley: 1. "OMG" 2. "Hey, Soul Sister" 3. "Down" 4. "My Love" 5. "Nothin' On You" 6. "Beautiful Girls" 7. "Billionaire" 11. "Up" 12. "That Should Be Me" 13. "Medley: 1. "Wanna Be Starting Something" 2. "Walk This Way" 14. "Eenie Meenie (With Bluey Robinson) 15. "One Time" 16. "Down to Earth" 17. "Baby" |

| Australia / Asia |
| --- |
| 1. "Love Me" 2. "Bigger" 3. "U Smile" 4. "Runaway Love" 5. "Never Let You Go" 6. "Favorite Girl" 7. "One Less Lonely Girl" 8. "Somebody to Love" 9. "Never Say Never" 10. "One Time" 11. "That Should Be Me" 12. Medley: 1. "Wanna Be Startin' Somethin'" 2. "Walk This Way" 13. "Eenie Meenie" 14. "Down to Earth" 15. "Baby" |

| América del Sur |
| --- |
| 1. "Love Me" 2. "Bigger" 3. "U Smile" 4. "Never Let You Go" 5. "Up" (Interpretada en Chile) 6. "Favorite Girl" 7. "Trust Issues" (Drake Song) 8. "One Less Lonely Girl" 9. "Stuck In The Moment" (Video Interlude) 10. "Somebody to Love" 11. "Never Say Never" 12. "One Time" 13. "That Should Be Me" 14. Medley: 1. "Wanna Be Startin' Somethin" 2. "Walk this Way" 15. "Eenie Meenie" 16. "Down to Earth" 17. "Mistletoe" (Interpretada en Sao Paulo, Rio de Janeiro, Porto Alegre, Argentina, Chile y Perú) 18. "Baby" |

## Fechas del tour
| América del Norte        |                   |                    |                                             |
| 23 de junio de 2010      | Hartford          | Estados Unidos     | XL Center                                   |
| 24 de junio de 2010      | Trenton           | Estados Unidos     | Sun National Bank Center                    |
| 26 de junio de 2010      | Cincinnati        | Estados Unidos     | [US Bank Arena                              |
| 27 de junio de 2010      | Milwaukee         | Estados Unidos     | Summerfest                                  |
| 29 de junio de 2010      | Minneapolis       | Estados Unidos     | Target Center                               |
| 30 de junio de 2010      | Des Moines        | Estados Unidos     | Wells Fargo Arena                           |
| 2 de julio de 2010       | Moline            | Estados Unidos     | I Wireless Center                           |
| 3 de julio de 2010       | Omaha             | Estados Unidos     | Qwest Center                                |
| 5 de julio de 2010       | Grand Prairie     | Estados Unidos     | Verizon Theatre at Grand Prairie            |
| 6 de julio de 2010       | Tulsa             | Estados Unidos     | BOK Center                                  |
| 8 de julio de 2010       | Broomfiel         | Estados Unidos     | 1stBank Center                              |
| 10 de julio de 2010      | West Valley City  | Estados Unidos     | Maverik Center                              |
| 13 de julio de 2010      | Everett           | Estados Unidos     | Comcast Arena at Everett                    |
| 14 de julio de 2010      | Portland          | Estados Unidos     | Rose Garden                                 |
| 17 de julio de 2010      | Oakland           | Estados Unidos     | Oracle Arena                                |
| 18 de julio de 2010      | Reno              | Estados Unidos     | Reno Events Center                          |
| 20 de julio de 2010      | Los Ángeles       | Estados Unidos     | Nokia Theatre                               |
| 24 de julio de 2010      | Las Vegas         | Estados Unidos     | Theatre for the Performing Arts             |
| 25 de julio de 2010      | Glendale          | Estados Unidos     | Jobing.com Arena                            |
| 28 de julio de 2010      | Kansas City       | Estados Unidos     | Sprint Center                               |
| 29 de julio de 2010      | North Little Rock | Estados Unidos     | Verizon Arena                               |
| 31 de julio de 2010      | Memphis           | Estados Unidos     | FedEx Forum                                 |
| 1 de agosto de 2010      | Lafayette         | Estados Unidos     | Cajundome                                   |
| 4 de agosto de 2010      | Orlando           | Estados Unidos     | Amway Arena                                 |
| 5 de agosto de 2010      | Sunrise           | Estados Unidos     | BankAtlantic Center                         |
| 8 de agosto de 2010      | Charlotte         | Estados Unidos     | Time Warner Cable Arena                     |
| 9 de agosto de 2010      | Duluth            | Estados Unidos     | Gwinnett Arena                              |
| 11 de agosto de 2010     | Nashville         | Estados Unidos     | Bridgestone Arena                           |
| 12 de agosto de 2010     | Indianápolis      | Estados Unidos     | Conseco Fieldhouse                          |
| 14 de agosto de 2010     | Columbus          | Estados Unidos     | Jerome Schottenstein Center                 |
| 15 de agosto de 2010     | Auburn Hills      | Estados Unidos     | The Palace of Auburn Hills                  |
| 21 de agosto de 2010     | Toronto           | Canadá             | Air Canada Centre                           |
| 22 de agosto de 2010     | London            | Canadá             | John Labatt Centre                          |
| 24 de agosto de 2010     | Ottawa            | Canadá             | Scotiabank Place                            |
| 25 de agosto de 2010     | Albany            | Estados Unidos     | Times Union Center                          |
| 27 de agosto de 2010     | Providence        | Estados Unidos     | Dunkin' Donuts Center                       |
| 28 de agosto de 2010     | Newark            | Estados Unidos     | Prudential Center                           |
| 31 de agosto de 2010     | Nueva York        | Estados Unidos     | Madison Square Garden                       |
| 1 de septiembre de 2010  | Syracuse          | Estados Unidos     | New York State Fair                         |
| 3 de septiembre de 2010  | Essex Junction    | Estados Unidos     | Essex Junction                              |
| 4 de septiembre de 2010  | Allentown         | Estados Unidos     | The Great Allentown Fair                    |
| 5 de septiembre de 2010  | Timonium          | Estados Unidos     | Maryland State Fair                         |
| 14 de septiembre de 2010 | Winnipeg          | Canadá             | MTS Centre                                  |
| 16 de septiembre de 2010 | Regina            | Canadá             | Brandt Center                               |
| 17 de septiembre de 2010 | Saskatoon         | Canadá             | Credit Union Centre                         |
| 19 de septiembre de 2010 | Edmonton          | Canadá             | Rexall Place                                |
| 20 de septiembre de 2010 | Calgary           | Canadá             | Pengrowth Saddledome                        |
| 8 de octubre de 2010     | Honolulu          | Estados Unidos     | Neal S. Blaisdell Center                    |
| 9 de octubre de 2010     | Honolulu          | Estados Unidos     | Neal S. Blaisdell Center                    |
| 19 de octubre de 2010    | Vancouver         | Canadá             | Rogers Arena                                |
| 22 de octubre de 2010    | Sacramento        | Estados Unidos     | ARCO Arena                                  |
| 24 de octubre de 2010    | Ontario           | Estados Unidos     | Citizens Business Bank Arena                |
| 25 de octubre de 2010    | Los Ángeles       | Estados Unidos     | Staples Center                              |
| 27 de octubre de 2010    | Anaheim           | Estados Unidos     | Honda Center                                |
| 28 de octubre de 2010    | San Jose          | Estados Unidos     | HP Pavilion at San Jose                     |
| 30 de octubre de 2010    | San Diego         | Estados Unidos     | Valley View Casino Center                   |
| 3 de noviembre de 2010   | Oklahoma City     | Estados Unidos     | Oklahoma City Arena                         |
| 5 de noviembre de 2010   | San Antonio       | Estados Unidos     | AT&T Center                                 |
| 6 de noviembre de 2010   | Houston           | Estados Unidos     | Toyota Center                               |
| 8 de noviembre de 2010   | St. Louis         | Estados Unidos     | Scottrade Center                            |
| 10 de noviembre de 2010  | Louisville        | Estados Unidos     | KFC Yum! Center                             |
| 11 de noviembre de 2010  | Cleveland         | Estados Unidos     | Wolstein Center                             |
| 13 de noviembre de 2010  | Norfolk           | Estados Unidos     | Norfolk Scope\|Norfolk Scope Arena          |
| 14 de noviembre de 2010  | Filadelfia        | Estados Unidos     | Wells Fargo Center                          |
| 16 de noviembre de 2010  | Boston            | Estados Unidos     | TD Garden                                   |
| 17 de noviembre de 2010  | East Rutherford   | Estados Unidos     | IZOD Center                                 |
| 20 de noviembre de 2010  | Atlantic City     | Estados Unidos     | Boardwalk Hall                              |
| 22 de noviembre de 2010  | Montreal          | Canadá             | Bell Centre                                 |
| 23 de noviembre de 2010  | Toronto           | Canadá             | Air Canada Centre                           |
| 9 de diciembre de 2010   | Manchester        | Estados Unidos     | Verizon Wireless Arena                      |
| 13 de diciembre de 2010  | Pittsburgh        | Estados Unidos     | Consol Energy Center                        |
| 15 de diciembre de 2010  | Greensboro        | Estados Unidos     | Greensboro Coliseum                         |
| 16 de diciembre de 2010  | Greenville        | Estados Unidos     | BI-LO Center                                |
| 18 de diciembre de 2010  | Miami             | Estados Unidos     | American Airlines Arena                     |
| 19 de diciembre de 2010  | Tampa             | Estados Unidos     | St. Pete Times Forum                        |
| 21 de diciembre de 2010  | Birmingham        | Estados Unidos     | BJCC Arena                                  |
| 23 de diciembre de 2010  | Atlanta           | Estados Unidos     | Philips Arena                               |
| Europa                   |                   |                    |                                             |
| 4 de marzo de 2011       | Birmingham        | Reino Unido        | National Indoor Arena                       |
| 5 de marzo de 2011       | Birmingham        | Reino Unido        | National Indoor Arena                       |
| 8 de marzo de 2011       | Dublín            | Irlanda            | The O2                                      |
| 9 de marzo de 2011       | Dublín            | Irlanda            | The O2                                      |
| 11 de marzo de 2011      | Liverpool         | Reino Unido        | Echo Arena                                  |
| 12 de marzo de 2011      | Newcastle         | Reino Unido        | Metro Radio Arena                           |
| 14 de marzo de 2011      | Londres           | Reino Unido        | The O2 Arena                                |
| 16 de marzo de 2011      | Londres           | Reino Unido        | The O2 Arena                                |
| 17 de marzo de 2011      | Londres           | Reino Unido        | The O2 Arena                                |
| 20 de marzo de 2011      | Manchester        | Reino Unido        | Manchester Evening News Arena               |
| 21 de marzo de 2011      | Manchester        | Reino Unido        | Manchester Evening News Arena               |
| 23 de marzo de 2011      | Sheffield         | Reino Unido        | Motorpoint Arena Sheffield                  |
| 24 de marzo de 2011      | Nottingham        | Reino Unido        | Trent FM Arena                              |
| 26 de marzo de 2011      | Oberhausen        | Alemania           | König Pilsener Arena                        |
| 27 de marzo de 2011      | Rótterdam         | Países Bajos       | Ahoy Rotterdam                              |
| 29 de marzo de 2011      | París             | Francia            | Palais Omnisports de Paris-Bercy            |
| 30 de marzo de 2011      | Amberes           | Bélgica            | Sportpaleis Antwerp                         |
| 1 de abril de 2011       | Herning           | Dinamarca          | Jyske Bank Boxen                            |
| 2 de abril de 2011       | Berlín            | Alemania           | O2 World Arena                              |
| 5 de abril de 2011       | Madrid            | España             | Palacio de Deportes                         |
| 6 de abril de 2011       | Barcelona         | España             | Palau Sant Jordi                            |
| 8 de abril de 2011       | Zürich            | Suiza              | Hallenstadion                               |
| 9 de abril de 2011       | Milán             | Italia             | Mediolanum Forum                            |
| Asia                     |                   |                    |                                             |
| 14 de abril de 2011      | Tel Aviv          | Israel             | Hayarkon Park                               |
| 19 de abril de 2011      | Singapur          | Singapur           | Singapore Indoor Stadium                    |
| 21 de abril de 2011      | Kuala Lumpur      | Malasia            | Stadium Merdeka                             |
| 23 de abril de 2011      | Bogor             | Indonesia          | Sentul City International Convention Center |
| Oceanía                  |                   |                    |                                             |
| 26 de abril de 2011      | Brisbane          | Australia          | Brisbane Entertainment Centre               |
| 28 de abril de 2011      | Sídney            | Australia          | Acer Arena                                  |
| 29 de abril de 2011      | Sídney            | Australia          | Acer Arena                                  |
| 2 de mayo de 2011        | Melbourne         | Australia          | Rod Laver Arena                             |
| 3 de mayo de 2011        | Melbourne         | Australia          | Rod Laver Arena                             |
| 5 de mayo de 2011        | Adelaide          | Australia          | Adelaide Entertainment Centre               |
| 7 de mayo de 2011        | Perth             | Australia          | Burswood Dome                               |
| Asia                     |                   |                    |                                             |
| 10 de mayo de 2011       | Pasay             | Filipinas          | SM Mall of Asia                             |
| 13 de mayo de 2011       | Hong Kong         | China              | AsiaWorld-Arena                             |
| 15 de mayo de 2011       | Taipéi            | República de China | Taipei Arena                                |
| 18 de mayo de 2011       | Osaka             | Japón              | Zepp\|Zepp Osaka                            |
| 20 de mayo de 2011       | Tokyo             | Japón              | Nippon Budokan                              |
| América del Norte        |                   |                    |                                             |
| 30 de septiembre de 2011 | Monterrey         | México             | Arena Monterrey                             |
| 1 de octubre de 2011     | Ciudad de México  | México             | Foro Sol                                    |
| 2 de octubre de 2011     | Ciudad de México  | México             | Foro Sol                                    |
| América del Sur          |                   |                    |                                             |
| 5 de octubre de 2011     | Rio de Janeiro    | Brasil             | Estádio Olímpico                            |
| 6 de octubre de 2011     | Rio de Janeiro    | Brasil             | Estádio Olímpico                            |
| 8 de octubre de 2011     | Sao Paulo         | Brasil             | Morumbi Stadium                             |
| 9 de octubre de 2011     | Sao Paulo         | Brasil             | Morumbi Stadium                             |
| 10 de octubre de 2011    | Porto Alegre      | Brasil             | Beira Rio Stadium.                          |
| 12 de octubre de 2011    | Buenos Aires      | Argentina          | Estadio River Plate                         |
| 13 de octubre de 2011    | Buenos Aires      | Argentina          | Estadio River Plate                         |
| 15 de octubre de 2011    | Santiago          | Chile              | Estadio Nacional                            |
| 17 de octubre de 2011    | Lima              | Perú               | Estadio Nacional                            |
| 19 de octubre de 2011    | Caracas           | Venezuela          | Estadio de Fútbol USB                       |